# Sử Tư Minh
Sử Tư Minh (chữ Hán: 史思明; 703-761) là một viên tướng của nhà Đường và là người cùng An Lộc Sơn cầm đầu loạn An Sử nổi tiếng trong lịch sử Trung Quốc giữa thế kỷ 8. Từng xưng đế của Đại Yên từ năm 759 tới năm 761.

## Thân thế
Sử Tư Minh dân tộc Đột Quyết, người Ninh Di châu, Doanh châu. Ông vốn có tên là Tốt Cán, là người đồng hương và là bạn thân thiết của An Lộc Sơn từ nhỏ, sinh trước Lộc Sơn đúng 1 ngày.

## Đại tướng quân nhỏ bé
Theo mô tả của sử sách, Sử Tốt Cán có vóc người nhỏ bé, gầy gò, tính nóng nảy hấp tấp. Tuy nhiên, ông cũng là người rất thông minh, có thể thông hiểu được tiếng của các tộc người thiểu số, nên được nhà Đường dùng làm Hồ thị nha lang.
Ban đầu ông phục vụ dưới trướng của Ô Trí Nghĩa, sau chuyển sang phục vụ dưới trướng Tiết độ sứ U Châu của nhà Đường là Trương Thủ Khuê. Nhờ gan góc, có nhiều mưu mẹo, Sử Tốt Cán được Trương Thủ Khuê phong làm Tróc sinh tướng.
Năm 742, nhờ lập được chiến công, ông được phong làm tướng quân ở Bình Lư . Một lần tới kinh đô Trường An, ông được Đường Huyền Tông để mắt tới. Vua Đường rất yêu mến ông, ban cho tên Tư Minh, phong thẳng lên làm đại tướng quân, Thái thú Bắc Bình.
Năm 751, An Lộc Sơn kiêm nhiệm chức Tiết độ sứ 3 vùng (Bình Lư, Phạm Dương, Hà Đông) ở đông bắc, bị thua người Hề và Sử Tư Minh là người tổ chức lại đội quân đã sụp đổ để ngăn chặn những thảm họa tiếp theo. Năm 752, An Lộc Sơn tiến cử Sử Tư Minh làm Binh mã sứ Bình Lư.

## Trợ lực cho An Lộc Sơn xưng đế
Mâu thuẫn giữa Lộc Sơn và thừa tướng Dương Quốc Trung ngày càng lớn. Sử Tư Minh nắm rõ sự suy yếu của nhà Đường bèn khuyên An Lộc Sơn làm phản.
Lộc Sơn nghe theo. Tháng 11 năm 755, An Lộc Sơn khởi binh ở Phạm Dương, lấy cớ thanh trừng thừa tướng Dương Quốc Trung. Từ đó bắt đầu loạn An Sử trong lịch sử Trung Quốc.
Theo lệnh của An Lộc Sơn, Sử Tư Minh mang quân tấn công đánh chiếm các quận Hà Bắc. Quân Lộc Sơn mạnh mẽ, nhanh chóng tràn xuống phía tây, đánh chiếm Lạc Dương. Quân đội nhà Đường bạc nhược, liên tiếp bị thua trận. Tháng 1 năm 756, Lộc Sơn tự xưng là Yên đế ở Lạc Dương.
Trong khi đó, Sử Tư Minh tấn công hạ được Thường Sơn (nay là huyện Chính Định, Thạch Gia Trang, Hà Bắc, Trung Quốc), bắt được tướng nhà Đường là Nhan Cảo Khanh, người đã kiên cường chống trả và cầm chân quân Yên trong mấy tháng. Cảo Khanh chống cự tới cùng và khi bị bắt đã mắng chửi quân Tư Minh nên bị cắt lưỡi trước khi bị giết..

## Quy hàng triều đình
Năm 756, hai tướng nhà Đường là Quách Tử Nghi, Lý Quang Bật mang quân tấn công Hà Bắc. Sử Tư Minh bị mắc mưu Quách Tử Nghi, bại trận ở huyện Hành Đường, sau đó dù đã được An Lộc Sơn tiếp viện, vẫn bị liên quân của Tử Nghi và Quang Bật phối hợp đánh bại ở Gia Sơn một trận nữa. Sử Tư Minh thu tàn quân về cố thủ ở Bác Lăng, bị hai tướng Quách, Lý vây hãm.
Trong khi đó, cánh quân Yên của An Lộc Sơn mở rộng chiến trường ra các nơi. Tới tháng 6 năm 756, An Lộc Sơn mang quân tấn công Trường An, bị tướng Kha Thư Hàn mang 20 vạn quân án ngữ trước cửa ải Đồng Quan.
An Lộc Sơn án binh lâu ngày ở Đồng Quan chưa đánh được. Giữa lúc đó, Huyền Tông nghe tin phương đông thắng trận, nôn nóng muốn diệt Yên, bèn hạ lệnh bắt Kha Thư Hàn ra quân, dù Kha Thư Hàn muốn chờ quân của Lý, Quách đánh về phối hợp nhưng vua Đường không nghe. Kha Thư Hàn bất đắc dĩ phải xuất quân. Quân Đường ở kinh kỳ vốn đông nhưng yếu ớt, bị quân Yên đánh tan tành. Hai mươi vạn quân Đường bị giết, bản thân Kha Thư Hàn bị bắt sống. An Lộc Sơn thắng lớn, kéo quân vào Trường An.
Đường Huyền Tông và Dương Quốc Trung hối hả bỏ chạy vào Thục. Tình trạng quân Đường vô cùng hỗn loạn. Các tướng sĩ oán hận anh em Dương Quốc Trung và Dương Quý phi nên nổi loạn giết Quốc Trung và ép Huyền Tông xử tử Quý Phi, nếu không sẽ không hộ giá nữa. Huyền Tông đành cho Quý Phi thắt cổ ở Mã Ngôi.
Thái tử Lý Hanh lên ngôi ở Linh Vũ, tức là Đường Túc Tông, vọng tôn Huyền Tông làm thượng hoàng. Hai tướng Quách Tử Nghi, Lý Quang Bật đang thắng Sử Tư Minh nhưng phải mang quân về Linh Vũ hội với Túc Tông. Sử Tư Minh thừa cơ phản công chiếm lại 13 quận ở Hà Bắc. An Lộc Sơn bèn phong ông làm Tiết độ sứ Phạm Dương.
Đầu năm 757, An Lộc Sơn bị con trai là An Khánh Tự giết chết. Sử Tư Minh không thần phục Khánh Tự, lui về cố thủ ở Phạm Dương. An Khánh Tự bèn mang quân tới đánh Tư Minh. Nghe theo lời các mưu sĩ, Sử Tư Minh quyết định quy hàng nhà Đường để tránh việc bị cả quân Đường và quân Khánh Tự truy sát. Ông mang 8 vạn quân dưới quyền cùng 13 quận Hà Bắc về hàng. Đường Túc Tông mừng rỡ, phong ông là Quy Nghĩa Vương, kiêm Tiết độ sứ Phạm Dương.

## Giận vua xưng đế

### Phát hiện mật thư
Tuy thu nhận cho ông hàng nhưng nhà Đường vẫn nghi ngại ông vì ông từng giúp đắc lực cho An Lộc Sơn. Năm 758, Đường Túc Tông sai Ô Thừa Ân đến bổ nhiệm ông làm Phó soái, song thực chất là để chờ thời cơ sát hại ông.
Việc đó lộ ra, Sử Tư Minh bèn dùng kế lừa bắt sống Ô Thừa Ân. Khám trong người Ân có mật chiếu của Túc Tông và thư của Lý Quang Bật muốn trừ khử mình, Sử Tư Minh vô cùng giận dữ. Trong người Thừa Ân còn có danh sách các tướng đã về hàng cần phải trừ khử. Ông bèn triệu tập các tướng sĩ lại nói rằng:
Ta đem 13 quận, quân đội 10 vạn quy thuận triều đình, những mong dốc sức báo đáp hoàng thượng, chẳng ngờ bệ hạ lại nỡ đối xử với ta như vậy!
Rồi ông hạ lệnh giết chết cha con Ô Thừa Ân và các sứ giả đi cùng, và lại dấy quân chống nhà Đường.

### Cứu Nghiệp Thành
Trong khi đó, quân của Yên đế An Khánh Tự ngày càng yếu thế, bị quân Đường đánh thua nhiều lần. Cuối năm 758, Sử Tư Minh mang quân tiếp viện cho Khánh Tự đang bị vây khốn ở Nghiệp thành. Lúc đó quân Đường có 60 vạn người do Tiết độ sứ 9 phương của nhà Đường chỉ huy, khí thế rất mạnh mẽ. Sử Tư Minh thấy vậy bèn đóng quân từ xa ở Phẫu Dương để tạo thanh thế.
Khi ra quân, Đường Túc Tông thấy cả Quách Tử Nghi và Lý Quang Bật đều nhiều công lao, nên không muốn để ai dưới quyền ai, bèn cho hoạn quan Ngư Triều Ân làm thống lãnh quyền chỉ huy. Nghiệp Thành bị vây nhiều tháng, lương đã cạn, quân Đường lại dẫn nước sông Chương làm ngập thành, nhưng An Khánh Tự vẫn cố thủ chờ Sử Tư Minh cứu viện. Ngư Triều Ân không hiểu việc quân, không hạ lệnh tác chiến nên cho dù thành đã rất nguy vẫn chưa bị hạ.
Nắm được tình hình đó, Sử Tư Minh quyết định tấn công. Ông chia quân, một mặt tiến sát doanh trại quân Đường và ngày đêm quấy rối đánh úp vào trại; mặt khác ông điều binh đi cướp lương thảo tiếp ứng khiến cho quân Đường bị đói.
Quân Đường thiếu ăn, dao động. Tháng 3 năm 759, Sử Tư Minh đích thân dẫn 5 vạn quân đánh thẳng vào doanh trại quân Đường. Quân đội của Tư Minh mạnh mẽ, vốn là nòng cốt của quân do An Lộc Sơn nuôi dưỡng, đánh tan đại quân Tiết độ sứ 9 phương của nhà Đường, giải vây cho Nghiệp Thành. Các Tiết độ sứ nhà Đường thua chạy tan tác, mỗi người một phương.
Nhưng khi vào thành, Sử Tư Minh bắt giữ Khánh Tự, kể tội Khánh Tự giết cha, rồi giết chết Khánh Tự. Sau đó ông mang quân về Phạm Dương.
Tháng 4 năm 759, Sử Tư Minh tự xưng là Yên đế, đặt niên hiệu là Thuận Thiên.

## Nghiệp chướng oan gia
Tháng 9 năm 759, Sử Tư Minh mang quân nam tiến, đánh chiếm Biện Châu và Lạc Dương. Chiến sự giữa quân Yên và quân Đường giằng co nhiều năm.
Năm 761, Sử Tư Minh đụng độ với quân nhà Đường do Lý Quang Bật chỉ huy ở núi Mang Sơn ở phía tây bắc Lạc Dương. Hai bên giao chiến lâu ngày không phân thắng bại. Ông bèn sai người trà trộn vào quân Đường, phao tin rằng: "Quân Yên đều là người U châu, nhớ nhà, mong về quê".
Thống soái quân đội nhà Đường là Ngư Triều Ân nghe tin đó, hạ lệnh cho Lý Quang Bật và các Tiết độ sứ khác phải thừa cơ đánh úp quân Yên ngay. Thế là quân Đường rầm rộ tiến công. Quân Yên giả thua rút chạy, lại vứt đồ ra đầy đường. Quân Đường tranh nhau nhặt đồ, bị quân Yên quay lại phản kích, đánh tan quân Đường ở phía bắc Mang Sơn.
Nghe tin quân các Tiết độ sứ bại trận, kinh thành chấn động. Nhà Đường lo sợ, phải điều quân Thiểm châu về phòng ngự cho Trường An.
Sử Tư Minh mang quân đánh Thiểm Châu mấy lần không thắng, bèn lui về Vĩnh Ninh. Ông sai con lớn là Sử Triều Nghĩa mang quân đi xây một toà thành hình tam giác để trữ lương, hẹn rõ ngày hoàn tất.
Triều Nghĩa xây xong thành nhưng chưa trát bùn, đúng lúc Sử Tư Minh đi kiểm tra, bèn quát hỏi Triêu Nghĩa sao chưa trát bùn vào thành. Triêu Nghĩa đáp rằng:
Tướng sĩ lao động đã mệt rồi, cho họ uống nước một lúc rồi sẽ làm tiếp.
Sử Tư Minh nóng ruột, bèn sai mấy chục thủ hạ đi cùng mình xuống ngựa, lấy bùn trát lên tường, một chốc đã làm xong. Ông giận mắng Triều Nghĩa:
Đợi ta hạ được Thiểm Châu rồi ta sẽ dạy bảo ngươi!
Nguyên Sử Tư Minh ngày thường yêu đứa con nhỏ là Sử Triều Thanh, định lập làm thái tử. Triêu Nghĩa dù lớn tuổi nhưng không được cha yêu, nay nhân việc đó, lo sợ bị trị tội, bèn nảy ý giết cha.
Tương truyền Sử Tư Minh đêm nằm ngủ, mơ thấy đàn hươu trên bãi sông, đàn hươu bơi vượt sông thì chết hết và nước sông cũng cạn. Sử Tư Minh tỉnh dậy hỏi người hầu không biết là điềm gì. Những người hầu không dám nói, rồi quay sang bảo nhau:
Hươu là lộc, hươu chết là lộc mất; nước cạn thì mệnh cũng tàn.
Sử Tư Minh bèn trở dậy đi ra nhà tiêu, vừa lúc Sử Triều Nghĩa sai người hành thích. Tư Minh nghe động, bèn trèo tường nhảy ra, lấy được một con ngựa định phóng đi trốn, nhưng quân Triều Nghĩa bắn theo, ông bị trúng một phát tên ngã ngựa. Sau đó quân Triều Nghĩa lao tới chém chết Tư Minh. Năm đó ông 59 tuổi, ở ngôi Yên đế được 3 năm.
Sử Triều Nghĩa không đủ khả năng đối phó với quân Đường, 2 năm sau (763) bị nhà Đường đánh bại hoàn toàn. Loạn An Sử chấm dứt.
Sử Tư Minh sinh cùng tháng cùng năm, trước An Lộc Sơn 1 ngày, cùng Lộc Sơn trưởng thành từ dưới tay Trương Thủ Khuê, cùng nổi dậy chống nhà Đường sau khi được vua Đường hết sức tin tưởng, cùng xưng làm Yên Đế và cuối cùng đều bị con sát hại.